# Schwaan
Schwaan (pol. Zwań) – miasto w Niemczech w Meklemburgii-Pomorzu Przednim, w powiecie Rostock, siedziba urzędu Schwaan.

## Współpraca
Miejscowość partnerska:
- Loxstedt, Dolna Saksonia